# Élections législatives de 1962 en Saône-et-Loire
Les élections législatives françaises de 1962 se déroulent les 18 et 25 novembre 1962. Dans le département de Saône-et-Loire, cinq députés sont à élire dans le cadre de cinq circonscriptions.

## Élus
| Circonscription | Député sortant  | Parti | Parti | Député élu ou réélu | Parti | Parti   |
| --------------- | --------------- | ----- | ----- | ------------------- | ----- | ------- |
| 1re             | Pierre Mariotte |       | CNIP  | Louis Escande       |       | SFIO    |
| 2e              | Pierre Dufour   |       | CNIP  | Paul Duraffour      |       | Radsoc  |
| 3e              | Jean Garnier    |       | UNR   | Gabriel Bouthière   |       | Radsoc  |
| 4e              | André Jarrot    |       | UNR   | André Jarrot        |       | UNR-UDT |
| 5e              | André Moynet    |       | CNIP  | André Moynet        |       | RI      |

## Résultats

### Résultats à l'échelle du département
| Parti          | Parti                                          | Premier tour | Premier tour | Second tour | Second tour | Sièges |
| Parti          | Parti                                          | Voix         | %            | Voix        | %           | Sièges |
| -------------- | ---------------------------------------------- | ------------ | ------------ | ----------- | ----------- | ------ |
|                | Union pour la nouvelle République (UDT)        | 36 528       | 19,24        | 43 148      | 21,21       | 1      |
|                | Républicains indépendants                      | 13 007       | 6,85         | 22 404      | 11,01       | 1      |
|                | Modérés                                        | 7 248        | 3,82         |             |             | 0      |
|                | Majorité présidentielle                        | 56 783       | 29,90        | 65 552      | 32,22       | 2      |
|                |                                                |              |              |             |             |        |
|                | Centre national des indépendants et paysans    | 31 590       | 16,64        | 39 873      | 19,60       | 0      |
|                | Centre démocratique                            | 31 590       | 16,64        | 39 873      | 19,60       | 0      |
|                |                                                |              |              |             |             |        |
|                | Parti communiste français                      | 48 327       | 25,45        | 12 402      | 6,10        | 0      |
|                | Section française de l'Internationale ouvrière | 24 711       | 13,01        | 37 466      | 18,41       | 1      |
|                | Parti radical                                  | 23 768       | 12,52        | 48 180      | 23,68       | 2      |
|                | Union et fraternité française                  | 2 497        | 1,31         | Retrait     | Retrait     | 0      |
|                | Parti socialiste unifié                        | 2 223        | 1,17         |             |             | 0      |
|                |                                                |              |              |             |             |        |
| Inscrits       | Inscrits                                       | 330 280      | 100,00       | 330 330     | 100,00      | 5      |
| Abstentions    | Abstentions                                    | 133 609      | 40,45        | 119 519     | 36,18       |        |
| Votants        | Votants                                        | 196 671      | 59,55        | 210 811     | 63,82       |        |
| Blancs et nuls | Blancs et nuls                                 | 6 772        | 3,44         | 7 338       | 3,48        |        |
| Exprimés       | Exprimés                                       | 189 899      | 96,56        | 203 473     | 96,52       |        |

### Résultats par circonscription

#### Première circonscription (Mâcon)
| Candidat       | Candidat                | Parti          | Premier tour | Premier tour | Second tour | Second tour |  |
| Candidat       | Candidat                | Parti          | Voix         | %            | Voix        | %           |  |
| -------------- | ----------------------- | -------------- | ------------ | ------------ | ----------- | ----------- |  |
|                | Pierre Mariotte sortant | CNIP           | 15 088       | 41,09        | 19 609      | 48,54       |  |
|                | Louis Escande élu       | SFIO           | 11 355       | 30,92        | 20 791      | 51,46       |  |
|                | Henri Desvaux           | PCF            | 9 439        | 25,71        | Retrait     | Retrait     |  |
|                | Francis Catherin        | UFF            | 838          | 2,28         |             |             |  |
|                |                         |                |              |              |             |             |  |
| Inscrits       | Inscrits                | Inscrits       | 67 705       | 100,00       | 67 702      | 100,00      |  |
| Abstentions    | Abstentions             | Abstentions    | 29 089       | 42,96        | 25 966      | 38,35       |  |
| Votants        | Votants                 | Votants        | 38 616       | 57,04        | 41 736      | 61,65       |  |
| Blancs et nuls | Blancs et nuls          | Blancs et nuls | 1 896        | 4,91         | 1 336       | 3,2         |  |
| Exprimés       | Exprimés                | Exprimés       | 36 720       | 95,09        | 40 400      | 96,8        |  |

#### Deuxième circonscription (Charolles)
| Candidat       | Candidat              | Parti          | Premier tour | Premier tour | Second tour | Second tour |  |
| Candidat       | Candidat              | Parti          | Voix         | %            | Voix        | %           |  |
| -------------- | --------------------- | -------------- | ------------ | ------------ | ----------- | ----------- |  |
|                | Pierre Dufour sortant | CNIP           | 16 502       | 41,27        | 20 264      | 46,09       |  |
|                | Paul Duraffour élu    | Radsoc (SFIO)  | 12 980       | 32,46        | 23 698      | 53,91       |  |
|                | Henri Robin           | PCF            | 10 504       | 26,27        | Retrait     | Retrait     |  |
|                |                       |                |              |              |             |             |  |
| Inscrits       | Inscrits              | Inscrits       | 70 336       | 100,00       | 70 420      | 100,00      |  |
| Abstentions    | Abstentions           | Abstentions    | 28 671       | 40,76        | 25 247      | 35,85       |  |
| Votants        | Votants               | Votants        | 41 665       | 59,24        | 45 173      | 64,15       |  |
| Blancs et nuls | Blancs et nuls        | Blancs et nuls | 1 679        | 4,03         | 1 211       | 2,68        |  |
| Exprimés       | Exprimés              | Exprimés       | 39 986       | 95,97        | 43 962      | 97,32       |  |

#### Troisième circonscription (Autun - Le Creusot)
| Candidat       | Candidat              | Parti          | Premier tour | Premier tour | Second tour | Second tour |  |
| Candidat       | Candidat              | Parti          | Voix         | %            | Voix        | %           |  |
| -------------- | --------------------- | -------------- | ------------ | ------------ | ----------- | ----------- |  |
|                | Jean Garnier sortant  | UNR-UDT        | 18 976       | 46,05        | 20 469      | 45,54       |  |
|                | Gabriel Bouthière élu | Radsoc         | 10 788       | 26,18        | 24 482      | 54,46       |  |
|                | André Vuillien        | PCF            | 10 401       | 25,24        | Retrait     | Retrait     |  |
|                | Paul Vahé             | UFF            | 1 038        | 2,52         |             |             |  |
|                |                       |                |              |              |             |             |  |
| Inscrits       | Inscrits              | Inscrits       | 62 795       | 100,00       | 62 784      | 100,00      |  |
| Abstentions    | Abstentions           | Abstentions    | 20 443       | 32,56        | 16 892      | 26,9        |  |
| Votants        | Votants               | Votants        | 42 352       | 67,44        | 45 892      | 73,1        |  |
| Blancs et nuls | Blancs et nuls        | Blancs et nuls | 1 149        | 2,71         | 941         | 2,05        |  |
| Exprimés       | Exprimés              | Exprimés       | 41 203       | 97,29        | 44 951      | 97,95       |  |

#### Quatrième circonscription (Chalon-Sud - Montceau-les-Mines)
| Candidat       | Candidat                   | Parti          | Premier tour | Premier tour | Second tour | Second tour |  |
| Candidat       | Candidat                   | Parti          | Voix         | %            | Voix        | %           |  |
| -------------- | -------------------------- | -------------- | ------------ | ------------ | ----------- | ----------- |  |
|                | André Jarrot sortant réélu | UNR-UDT        | 17 552       | 47,67        | 22 679      | 57,63       |  |
|                | Rémy Boutavant             | PCF            | 10 678       | 29           | 16 675      | 42,37       |  |
|                | Robert Vernet              | SFIO (Rad)     | 6 363        | 17,28        | Retrait     | Retrait     |  |
|                | Henri Mézière              | PSU            | 2 223        | 6,04         | Retrait     | Retrait     |  |
|                |                            |                |              |              |             |             |  |
| Inscrits       | Inscrits                   | Inscrits       | 62 298       | 100,00       | 62 284      | 100,00      |  |
| Abstentions    | Abstentions                | Abstentions    | 24 388       | 39,15        | 21 265      | 34,14       |  |
| Votants        | Votants                    | Votants        | 37 910       | 60,85        | 41 019      | 65,86       |  |
| Blancs et nuls | Blancs et nuls             | Blancs et nuls | 1 094        | 2,89         | 1 665       | 4,06        |  |
| Exprimés       | Exprimés                   | Exprimés       | 36 816       | 97,11        | 39 354      | 95,94       |  |

#### Cinquième circonscription (Chalon-Nord - Louhans)
| Candidat       | Candidat                   | Parti          | Premier tour | Premier tour | Second tour | Second tour |  |
| Candidat       | Candidat                   | Parti          | Voix         | %            | Voix        | %           |  |
| -------------- | -------------------------- | -------------- | ------------ | ------------ | ----------- | ----------- |  |
|                | André Moynet sortant réélu | RI             | 13 007       | 36,98        | 22 404      | 64,37       |  |
|                | André Faivre               | PCF            | 7 305        | 20,77        | 12 402      | 35,63       |  |
|                | Pierre Deliry              | Modérés        | 7 248        | 20,61        | Retrait     | Retrait     |  |
|                | André Girard               | SFIO           | 6 993        | 19,88        | Retrait     | Retrait     |  |
|                | René Laubressac            | UFF            | 621          | 1,77         |             |             |  |
|                |                            |                |              |              |             |             |  |
| Inscrits       | Inscrits                   | Inscrits       | 67 146       | 100,00       | 67 140      | 100,00      |  |
| Abstentions    | Abstentions                | Abstentions    | 31 018       | 46,19        | 30 149      | 44,9        |  |
| Votants        | Votants                    | Votants        | 36 128       | 53,81        | 36 991      | 55,1        |  |
| Blancs et nuls | Blancs et nuls             | Blancs et nuls | 954          | 2,64         | 2 185       | 5,91        |  |
| Exprimés       | Exprimés                   | Exprimés       | 35 174       | 97,36        | 34 806      | 94,09       |  |